# Diagonale (calcio)

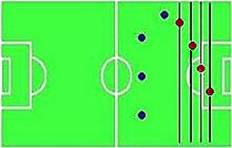
Diagonale difensiva (con difesa a 4 giocatori, schierata a zona)

Nel gioco del calcio, la diagonale è un movimento difensivo che si effettua con la marcatura a zona, specialmente con la difesa a quattro giocatori; il diagonale è invece un tiro o un assist.
In fase difensiva la diagonale è un espediente tattico in cui mentre un terzino si muove per bloccare un portatore di palla avversario che avanza sulla fascia laterale, il resto della difesa si allinea, appunto, in diagonale (con il punto più alto, ossia il primo dei due difensori centrali, posizionato su quello stesso lato del campo, e il punto più basso, ossia il terzino opposto, posizionato un po' accentrato ma comunque vicino all'altro lato).
Tutto questo per far sì che se il terzino venisse saltato verso l'interno, il giocatore avversario si troverebbe a dover subito affrontare un altro difensore; e se anche questo difensore venisse saltato verso l'interno, ecco che un altro difensore sarebbe pronto a fermare l'avversario.
In riferimento alla fase offensiva, il diagonale è una conclusione o un assist che si effettua dando al pallone un movimento, appunto, diagonale, in particolar modo rasoterra o con palla tenuta bassa.